# Алексеевка (Надеждинский район)
В Приморье в Ханкайском районе тоже есть село Алексеевка.
Алексе́евка — посёлок в Приморском крае, входит в Раздольненское сельское поселение Надеждинского района.

## История
Алексеевка была основана в 1901 году. С расчётом на будущее cелянам нарезали свыше 5 000 пахотной  и 24 десятин неудобной земли. 
В 1902 году в Алексеевке было уже – 9 дворов, 33 семьи, 101 житель.
В 1907 году сюда буквально хлынул народ. Дело в том, что Совет министров положением от 10 марта 1906 года разрешил свободное переселение на Дальний Восток и, гонимые малоземельем, украинцы потянулись на восток, многие из них – беспросветные бедняки. 
В 1912 году в селе проживали 585 жителей (141 семья), насчитывалось 124 двора, двухклассная школа, мельница, винно-бакалейная лавка, две лавки мелочной торговли. 

## География
Посёлок стоит на реке Перевозная (левый приток реки Раздольная), недалеко от её устья.
Посёлок Алексеевка расположен на автотрассе «Уссури» (объездной участок вокруг села Раздольное), до Раздольного на запад около 2 км.
Расстояние по прямой до райцентра, села Вольно-Надеждинское составляет 20 км, до Владивостока — 49 км.

## Население
| 1911 | 1915 | 2002 | 2004 | 2005 | 2008 | 2010 |
| ---- | ---- | ---- | ---- | ---- | ---- | ---- |
| 585  | ↗662 | ↘425 | ↘420 | →420 | ↘384 | ↘365 |

## Достопримечательности
Есть православный храм Тихона Калужского.
Недалеко от храма находится источник с целебной водой.